# Двінських Світлана Олександрівна
Світлана Олександрівна Двінських (нар. 17 січня 1948 року, м. Болехів Станіславської області України) — радянський, російський учений, географ, гідролог, професор, доктор географічних наук, завідувач кафедри гідрології та охорони водних ресурсів Пермського університету (з 1997 до 2017). Лідер наукового напряму «Вивчення гідрології водосховищ та охорона водних ресурсів».

## Біографія
У 1971 році на відмінно закінчила географічний факультет Пермського університету за спеціальністю «інженер-гідролог». У 1975 році здобула вчений ступінь кандидата географічних наук. У 1996 році в Москві захистила докторську дисертацію на тему «Геоекологічний регіонально-прикладний аналіз: основні положення та досвід застосування в Пермській області», у 1997 здобула ступінь доктора географічних наук .
Із 1980 по 1997 рік була старшим науковим співробітником Лабораторії комплексних досліджень водосховищ ПНІ при Пермському університеті. 1985 року переходить на кафедру фізичної географії Пермського університету, де згодом стає доцентом.
Із 1997 року С. О. Двінських — професор кафедри фізичної географії та ландшафтної екології Пермського державного університету. З вересня 1997 по 2017 рік була завідувачем кафедри гідрології та охорони водних ресурсів Пермського державного національного дослідницького університету.
Із 1997 по 2008 рік С. О. Двінських була ініціатором і керівником Всеросійської науково-практичної конференції студентів та молодих вчених «Екологія: проблеми, шляхи вирішення». Під її керівництвом у 2005, 2007, 2009 та 2011 роках було проведено Всеросійську та три Міжнародні конференції «Сучасні проблеми водосховищ та їхніх водозборів».
Із 2007 по 2009 рік С. О. Двінських брала участь у міжнародному проекті «Річки Європи».
Із 2008 року є членом редакційної ради міжнародного журналу International Journal of Hydrological Research.
С. О. Двінських — лідер наукового напряму «Вивчення гідрології водосховищ та охорона водних ресурсів» . Крім того, вона:
- член дисертаційних рад із захисту кандидатських та докторських дисертацій зі спеціальностей «Геоекологія» та «Гідрологія суші, водні ресурси, гідрохімія» при Пермському державному національному дослідному університеті.
- член НТС Управління з охорони довкілля Пермського краю та Камського басейнового водного управління.
- член громадської ради при Регіональному центрі міжнародних програм та президії Пермського відділення Всеросійського товариства охорони природи.[4] ПДПІУ.

## Керівництво науковими проектами
1. Грант Російського фонду фундаментальних досліджень «Теоретичні основи комплексного дослідження ділянок водосховищ, що зазнають значного техногенного навантаження», (2007)
2. Грант Російського фонду фундаментальних досліджень «Розробка науково-методичного забезпечення безпеки вододжерел та системи водозабезпечення великих міст», (2007)
3. Грант Російського фонду фундаментальних досліджень «Теоретичне обґрунтування раціонального використання родовищ піщано-гравійної суміші з урахуванням сучасного стану водних екосистем (на прикладі Пермського краю)», (2008)

## Вибрані роботи
Загальна кількість публікацій: наукові статті — 260, монографії — 6.
- Китаев А. Б., Носков В. М., Двинских С. А. Оценка теплового и химического загрязнения в приплотинной части Камского водохранилища // Геология, география и глобальная энергия. Астрахань: Изд. дом «Астраханский университет», 2008. № 1(28). С.119-122.
- Двинских С. А., Китаев А. Б., Зуева Т. В., Щукова И. В. Водные объекты и их роль в формировании экологической обстановки города Перми: учеб. пособие. Изд. 2-е, доп. и перераб. / Перм. ун-т. Пермь, 2008.175 с.
- Двинских С. А., Китаев А. Б. Гидрология камских водохранилищ: монография / Перм. ун-т. Пермь, 2008. 266 с.
- Kitaev A. B., Dvinskih S. A. Hydrological risk on Kama water basins as consequence of chemical pollution // European Journal of Natural History. 2008. N4. P.106-108.
- Двинских С. А., Китаев А. Б., Мацкевич И. К. Гидродинамический режим приплотинной части Камского водохранилища (в многолетнем аспекте и по материалам современных исследований) // Геогр. вестн. / Перм. ун-т. Пермь, 2008. № 1(7). С.98-116.
- Двинских С. А., Китаев А. Б. Некоторые исследования водохранилищ как новых объектов гидросферы // Вопросы географии Сибири. Томск, 2009. С. 59-61.
- Двинских С. А., Китаев А. Б. Проблемы водоснабжения Перми // Экология и развитие общества. СПб., 2008. С.20-25.
- Алексевнина М. С., Бакланов М. А., Двинских С. А., Зінов'єв Є. О., Китаев А. Б., Носков В. М., Преснова Е. В. Volga River Basin / Rivers of Europe. London, 2009. P. 23-58.

## Нагороди і премії
- Почесне звання «Заслужений працівник вищої школи РФ», (2008)
- Академік МАНЕБ[5], (2009)
- Почесне звання «Людина року» по Пермському краю, (2000)
- Орден «Срібний хрест» Всеросійського товариства охорони навколишнього середовища
- Медаль ім. М. К. Реріха «За досягнення у сфері екології» Всеросійського товариства охорони навколишнього середовища[6]
- Почесні грамоти Міністерства освіти і науки Російської Федерації, Пермського державного університету та адміністрації Пермського краю[7].